# Святи Кріж
Святи Кріж (словац. Svätý Kríž) — село, громада округу Ліптовський Мікулаш, Жилінський край, регіон Ліптов. Кадастрова площа громади — 9,41 км².
Населення 814 осіб (станом на 31 грудня 2018 року).

## Історія
Святи Кріж згадується 1277 року.

## Географія
Протікає річка Чрмнік.

## Населення
| Рік:            | 1994. | 2004.    | 2014.    | 2024.    |
| --------------- | ----- | -------- | -------- | -------- |
| Кількість осіб: | 611   | 683      | 801      | 964      |
| Різниця:        |       | +11,78 % | +17,27 % | +20,34 % |

| Рік:            | 2023. | 2024.   |
| --------------- | ----- | ------- |
| Кількість осіб: | 938   | 964     |
| Різниця:        |       | +2,77 % |